# Skala Pt/Co
Skala platynowo-kobaltowa (skala Pt/Co lub skala Apha-Hazena) – jest skalą barwną wprowadzoną w 1892 roku przez chemika Allena Hazena (1869-1930). Skala została opracowana jako sposób na określanie poziomu zanieczyszczeń w ściekach wodnych. Od tego czasu skala została upowszechniona do opisywania intensywności żółtego zabarwienia próbek, służy do opisywania koloru żółtego i jest oparta na rozcieńczaniu 500 ppm roztworu platynowo-kobaltowego. Roztwór powstaje w reakcji heksachloroplatynianu potasu (K2PtCl6) z uwodnionym chlorkiem kobaltu (CoCl2•H2O) w środowisku kwasu chlorowodorowego.

## Normy
Skala Pt/Co opisana jest między innymi w następujących normach:
- PN-81/C-04534.01 Analiza chemiczna -- Oznaczanie barwy produktów chemicznych za pomocą skali Hazena (skala platynowo-kobaltowa),
- ASTM D 1209 (2005): Standard Test Method for Color of Clear Liquids (Platinum-Cobalt Scale),
- BS 5339 (1976): Measurement of Colour on Hazen Units (Platinum-Cobalt Scale),
- ISO 2211:1973 Liquid chemical products -- Measurement of colour in Hazen units (platinum-cobalt scale)
- DIN EN ISO 6271-1:2005 Clear liquids - Estimation of colour by the platinum-cobalt scale - Part 1: Visual method (ISO 6271-1:2004)